# Éric Abidal
Éric Sylvain Abidal (Saint-Genis-Laval, 11 september 1979) is een Frans voormalig voetballer die bij voorkeur als verdediger speelde. Hij speelde voor AS Monaco, Lille, Olympique Lyon, FC Barcelona, AS Monaco en Olympiakos Piraeus. Abidal debuteerde in 2004 voor het Frans voetbalelftal.

## Clubcarrière
Abidal startte zijn loopbaan bij AS Monaco op 16 september 2000, waar hij 22 wedstrijden speelde. Vervolgens verhuisde Abidal naar OSC Lille en speelde 62 duels in het eerste elftal. Aan het einde van 2004 ging hij terug naar Olympique Lyon, waar Abidal al in de jeugd speelde. In de verdediging van Lyon speelt hij samen met de Franse international Grégory Coupet, en de Braziliaanse internationals Cris en Claudio Caçapa. Abidal won met Olympique de Franse landstitel in 2005, 2006 en 2007 en de Franse Supercup in 2005. In 2007 verliet hij Olympique Lyonnais en ging hij naar FC Barcelona. Barça betaalde 15 miljoen euro voor Abidal. Met FC Barcelona won hij in 2009 de Spaanse landstitel, de Copa del Rey, de UEFA Champions League, de Supercopa de España, de UEFA Supercup en het wereldkampioenschap voor clubs. In de finale tegen Manchester United moest hij echter geschorst toekijken. In 2010 en 2011 werd de landstitel geprolongeerd. In 2012 stopte Abidal tijdelijk met voetballen vanwege een tumor en de daaropvolgende levertransplantatie, maar op 6 april 2013 maakte hij onder een ovationeel applaus van bijna 100.000 toeschouwers zijn rentree bij FC Barcelona. Op 30 mei 2013 kreeg de Fransman te horen dat zijn aflopende contract niet wordt verlengd. Zijn manager meldde op 21 juni dat hij transfervrij naar AS Monaco zou vertrekken. Dit werd op 8 juli 2013 officieel bevestigd. Na één jaar bij Monaco tekende Abidal een contract tot medio 2016 bij Olympiakos Piraeus, maar zo lang duurde zijn dienstverband daar niet. Na een half jaar in Griekse dienst, maakte Abidal op 19 december 2014 bekend te stoppen met voetbal.
In 2015 begint Abidal, in de eerste lichting, met de UEFA-managmentopleiding Executive Master for International Players (MIP).

## Clubstatistieken
| seizoen | club               | land        | competitie               | duels | goals |
| ------- | ------------------ | ----------- | ------------------------ | ----- | ----- |
| 2000/01 | AS Monaco          | Frankrijk   | Ligue 1                  | 7     | 0     |
| 2001/02 | AS Monaco          | Frankrijk   | Ligue 1                  | 14    | 0     |
| 2002/03 | OSC Lille          | Frankrijk   | Ligue 1                  | 26    | 0     |
| 2003/04 | OSC Lille          | Frankrijk   | Ligue 1                  | 35    | 0     |
| 2004/05 | Olympique Lyonnais | Frankrijk   | Ligue 1                  | 29    | 0     |
| 2005/06 | Olympique Lyonnais | Frankrijk   | Ligue 1                  | 14    | 0     |
| 2006/07 | Olympique Lyonnais | Frankrijk   | Ligue 1                  | 33    | 0     |
| 2007/08 | FC Barcelona       | Spanje      | Primera División         | 30    | 0     |
| 2008/09 | FC Barcelona       | Spanje      | Primera División         | 32    | 0     |
| 2009/10 | FC Barcelona       | Spanje      | Primera División         | 31    | 0     |
| 2010/11 | FC Barcelona       | Spanje      | Primera División         | 34    | 1     |
| 2011/12 | FC Barcelona       | Spanje      | Primera División         | 22    | 1     |
| 2012/13 | FC Barcelona       | Spanje      | Primera División         | 4     | 0     |
| 2013/14 | AS Monaco          | Frankrijk   | Ligue 1                  | 26    | 0     |
| 2014/15 | Olympiakos Piraeus | Griekenland | Super League Griekenland | 8     | 0     |
|         |                    |             | Totaal                   | 302   | 2     |

## Erelijst

### AS Monaco
- Franse Supercup 2000

### Olympique Lyonnais
- Frans landskampioenschap: 2004/05, 2005/06, 2006/07
- Franse Supercup 2004, 2005, 2006

### FC Barcelona
- Spaans landskampioenschap: 2008/09, 2009/10, 2010/11, 2012/13
- Copa del Rey: 2009
- Supercopa de España: 2009, 2010, 2011
- UEFA Champions League: 2009, 2011
- UEFA Super Cup: 2009
- WK clubteams: 2009, 2011

## Nationaal elftal
Abidal debuteerde op 18 augustus 2004 voor het Frans nationaal elftal in de wedstrijd tegen Bosnië en Herzegovina. De verdediger was met Les Bleus verliezend finalist op het WK 2006 en hij speelde in zes van de zeven wedstrijden van Frankrijk. In 2010 behoorde hij tot de Franse selectie voor het WK. Bondscoach Didier Deschamps nam Abidal niet mee naar het WK 2014 in Brazilië. Een maand na afloop van dat toernooi maakte Abidal bekend te stoppen als international.

## Tumor
Bij de 31-jarige Abidal werd op dinsdag 15 maart 2011 een tumor op de lever gevonden. Twee dagen later werd hij geopereerd in het ziekenhuis van Barcelona. De tumor werd met succes en zonder complicaties verwijderd. Na zes weken kon hij zijn rentree maken in de halve finale van de Champions League tegen Real Madrid. Als blijk van medeleven mocht hij na de door Barcelona gewonnen finale van aanvoerder Puyol de Champions League trofee in ontvangst nemen en tonen aan de fans op Wembley.
Op 15 maart 2012 werd bekendgemaakt dat Abidal een levertransplantatie moest ondergaan, die op 10 april 2012 succesvol werd uitgevoerd. Op 18 mei 2012 maakte Abidal bekend dat hij tijdelijk stopt met voetballen. Op 10 oktober 2012 hervatte hij de trainingen bij FC Barcelona.